# Eugen Russ
Eugen Russ (* 6. Januar 1961 in Bregenz) ist ein österreichischer Medienunternehmer und als Geschäftsführer der Russmedia der größte Verleger Vorarlbergs.

## Herkunft
Eugen Russ stammt aus einer Verlegerfamilie. Sein Großvater Eugen Russ (1877–1962) gab bereits die täglich erscheinende Vorarlberger Landeszeitung heraus, die nach 1945 als Vorarlberger Nachrichten wieder aufgelegt wurde. Nach dem Tod des Großvaters übernahm Vater Toni Russ (1914–1969) das Blatt, das damals bereits unumstrittener Marktführer in Vorarlberg war. Nach dem Tod des Herausgebers übernahm zunächst dessen Frau Rosa Russ die Herausgeberschaft, bevor ihr Sohn Eugen Russ die Geschäfte übernahm.
Gabriele Nußbaumer (* 1956), die ältere Schwester von Eugen Russ, saß für die Österreichische Volkspartei (ÖVP) im Vorarlberger Landtag und war dort bis 2018 Vizepräsidentin des Landtags.
In Medien und anderen Veröffentlichungen wird sein Name oft mit „Eugen A. Russ“ angegeben, obwohl er laut Taufschein keinen zweiten Vornamen hat. Russ dazu in einem Interview: Ich wollte nicht als Junior in die Firmenhistorie eingehen und hab mir einfach den Beinamen A. zugelegt.

## Leben und Wirken
Russ absolvierte die Matura und studierte danach Rechtswissenschaften in Innsbruck. Bereits 1983, im Alter von 22 Jahren, wurde Russ Geschäftsführer der Unternehmensgruppe Vorarlberger Medienhaus und gleichzeitig Chefredakteur der Vorarlberger Nachrichten.
Eugen Russ hat die von ihm geleitete Unternehmensgruppe schrittweise ausgebaut, hat nach Deutschland, Schweiz, Liechtenstein, Ungarn und Rumänien expandiert und das Geschäft durch Gründung bzw. Kauf zahlreicher Internet-Unternehmen ausgeweitet. Trotz der großen publizistischen Macht wird Russ nachgesagt, mit seinen Veröffentlichungen keinerlei politische Ambitionen zu verfolgen. Sowohl sein Führungsstil als auch sein Marktgebaren gelten aber als hart: So ist es eine seiner Geschäftsmaximen, jedes Jahr bis zu vier Prozent der Belegschaft zu entlassen (von ihm „Minderperformer“ genannt), außerdem wird von Konkurrenten berichtet, er versuche gezielt Anzeigenkunden davon abzuhalten, Geschäfte mit der Konkurrenz zu machen.
Er ist verheiratet und hat drei Kinder.

## Unternehmensgruppe
Eugen Russ ist Geschäftsführer und Mehrheitseigentümer der Russmedia GmbH. Dieses gehört zu 61,5 % der EAR Privatstiftung. Die übrigen 38,5 % gehören der Familie der verstorbenen Tante Sophie Kempf-Russ. Die EAR Privatstiftung befindet sich wiederum zu 98 % in Besitz von Eugen Russ und zu je 0,5 % in Besitz seiner Frau Irene und den Kindern Eugen Benedikt, Marie Gabrielle und Isabel Nina Russ.
Die Russmedia gibt die beiden mit Abstand größten Tageszeitungen des Landes heraus, die Vorarlberger Nachrichten (67 Prozent Reichweite in Vorarlberg, laut Österreichischer Media-Analyse) und die Neue Vorarlberger Tageszeitung (11 Prozent Reichweite). Die Gruppe betreibt außerdem Radiosender, Wochenzeitungen und in Österreich die Internet-Portale Vorarlberg Online sowie vienna.at.
Zur EAR Privatstiftung gehören auch die Media Beteiligungsgesellschaft und die Piro Beteiligungsgesellschaft in Schwarzach sowie eine Beteiligung an der GIC Gamma Invest Corporation in Wien. Mit Inform Media, die in Ungarn mehrere Regionalzeitungen herausgibt, besitzt Russ auch den fünftgrößten Zeitungsherausgeber in Ungarn. Über eine der übernommenen ungarischen Regionalzeitungen kam er auch in den Besitz einer rumänischen Regionalzeitung. 
Dieses Rumänienengagement baute er seither auf vier Regionalzeitungen sowie diverse Gratis- und Inseratenzeitungen aus, Sitz ist in Timișoara. 2007 engagierte sich Russ auch in der Ukraine, wo er zwei regionale Gratis-Wochenzeitungen ins Leben rief.
2005 wurde Russ auch am deutschen Markt tätig. Er kaufte den deutschen Ableger des Quoka-Verlages und gibt seither im Raum Baden-Württemberg, Bayern und Hessen mehrere Kleinanzeigenblätter (SperrMüll, Kurz & Fündig, Alles u. a.) heraus. 2006 übernahm er mit Quoka den Mitbewerber Avis (Avis Verlag GmbH), der in Nord- und Westdeutschland tätig ist. In Liechtenstein hält Russ seit 2006 einen Minderheitsanteil am Verlag des Liechtensteiner Volksblatts. 
In der Schweiz scheiterte Russ mit seiner Beteiligung an der Herausgabe der Gratiszeitung .ch, die als vierte Gratis-Tageszeitung Platz im Markt finden sollte und dabei als einzige auch Hauszustellung anbot. .ch wurde mit der Ausgabe vom 4. Mai 2009 eingestellt.